# 東平尾公園博多の森球技場
東平尾公園博多の森球技場（ひがしひらおこうえんはかたのもりきゅうぎじょう）は、福岡県福岡市博多区の東平尾公園内にある球技場。施設は福岡市が所有し、福岡市森と緑のまちづくり協会が指定管理者として運営管理を行っている。
家電量販店のベスト電器（本社：福岡市博多区、現在はベスト電器の事業を承継したヤマダデンキが命名権契約を引き継いでいる）が命名権を取得し、2020年3月1日より「ベスト電器スタジアム」（ベストでんきスタジアム、略称「ベススタ」）の呼称を用いている（詳細は後述）。

## 概要
福岡で開催された1995年夏季ユニバーシアードに合わせて整備された。
日本プロサッカーリーグ（Jリーグ）に加盟するアビスパ福岡やラグビートップリーグ、トップチャレンジリーグを経てリーグワンに加入した九州電力キューデンヴォルテクスなどが、ホームスタジアムとして使用している。また、かつてラグビートップリーグでプレーした、コカ・コーラレッドスパークスもホームとして使用していた。
2019年開催のラグビーワールドカップ2019の会場としても使用され、3試合が行われている。

## 施設

### 立地
福岡空港滑走路東側に隣接する、糟屋郡志免町との市町境にほど近い丘陵地をスポーツ公園として造成した東平尾公園（通称：博多の森）内にある。1995年に福岡市とその近郊で開催されたユニバーシアード福岡大会のサッカー主会場として使用するために建設された福岡市初のサッカー・ラグビー専用スタジアムである。

### スタンド
ピッチの四辺に平行に一層式のスタンドが設けられている。6,047人収容のメインスタンドと9,155人収容のバックスタンドは屋根付きの個席で、ゴール裏にある6,360人収容サイドスタンドは屋根なしのベンチシートとなっている。最大収容人員は21,562人。
バックスタンドの中央部分には、2018年より青色地に黄色で「FUKUOKA」の文字が入っている。
メインスタンド内部は4階建てとなっており、1階が事務室、会議室、医務室、ロッカー室、審判控室、エントランスホール、トイレに。2階が券売所、エントランスホール、トイレに。3階が特別室、控室に、4階が記者室、放送室になっている。
照明設備は屋根と一体型となっており、照明柱はない。

### 大型映像装置
ホーム側ゴール裏のサイドスタンド上部に縦 14.4m×横 5.76m、アウェー側ゴール裏に縦 9.42m×横 16.15mのフルカラーLED方式の大型映像装置が設置されている。アウェー側は2008年12月6日のJ2第45節・対湘南ベルマーレ戦より稼働開始した。ホーム側は2018年2月25日のJ2第1節・対FC岐阜戦より稼働開始した。
なお、開設当初から2017年まではホーム側に電球式・単色の電光掲示板が設置されていた。
アウェー側はグッズ売り場や売店、トイレなどがあるメインスタンド・バックスタンド双方のコンコースにも同じ映像が流れるモニターと共にソニーブロードバンドソリューションが導入したもの。なお、同社が導入したのは大型映像送出ソリューションであり、大型映像装置そのものはソニー製ではなく、かつてソニーが扱っていたジャンボトロンではない。設置以前には、J1に復帰を果たすアビスパ福岡の2006年シーズンに合わせて、それまでヤフードームで使用されていたホークスビジョンの移設が予定されていたが、折り合いがつかず破談になった。そのために2006年頃から2007年オフの大型映像設置に向けて募金活動を行っていた。ただし福岡市は当初、要望に対し早急な設置は困難との回答を示していた。

### 改修工事
ラグビーワールドカップ2019の開催に合わせて2年がかりの改修工事が実施された。2017年の第1期では、ベンチシートだった観客席の個席化、ホーム側ゴール裏の電光掲示板を大型ビジョンに改装、照明設備をLED化し1,500ルクスから2,000ルクスへの変更が行われた。2018年の第2期では、音響設備の改良とフィールドの芝の全面張替えが施されている。なお観客席の個席化に伴い、収容人数は改修前の22,563人から21,562人に減少した。

### その他
チャールズ・リンドバーグの愛機「シリウス号」の復元模型が1階エントランスに展示されている。これは、1930年（昭和5年）に開場し、大阪と中国の上海へ水上機による定期空路が開かれ1934年（昭和9年）に閉鎖された、名島飛行場に訪れた物の模型である。

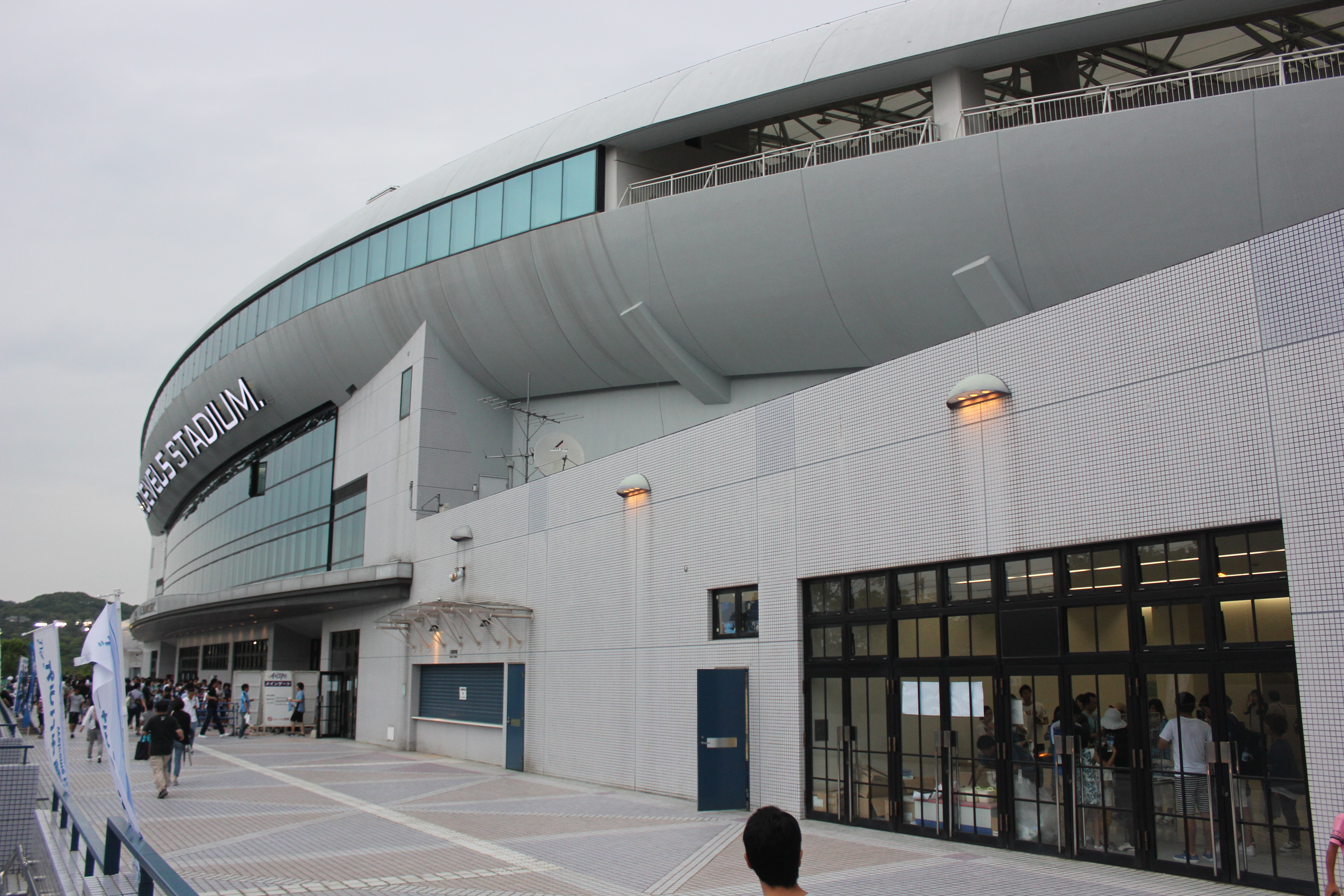
スタジアム外観から
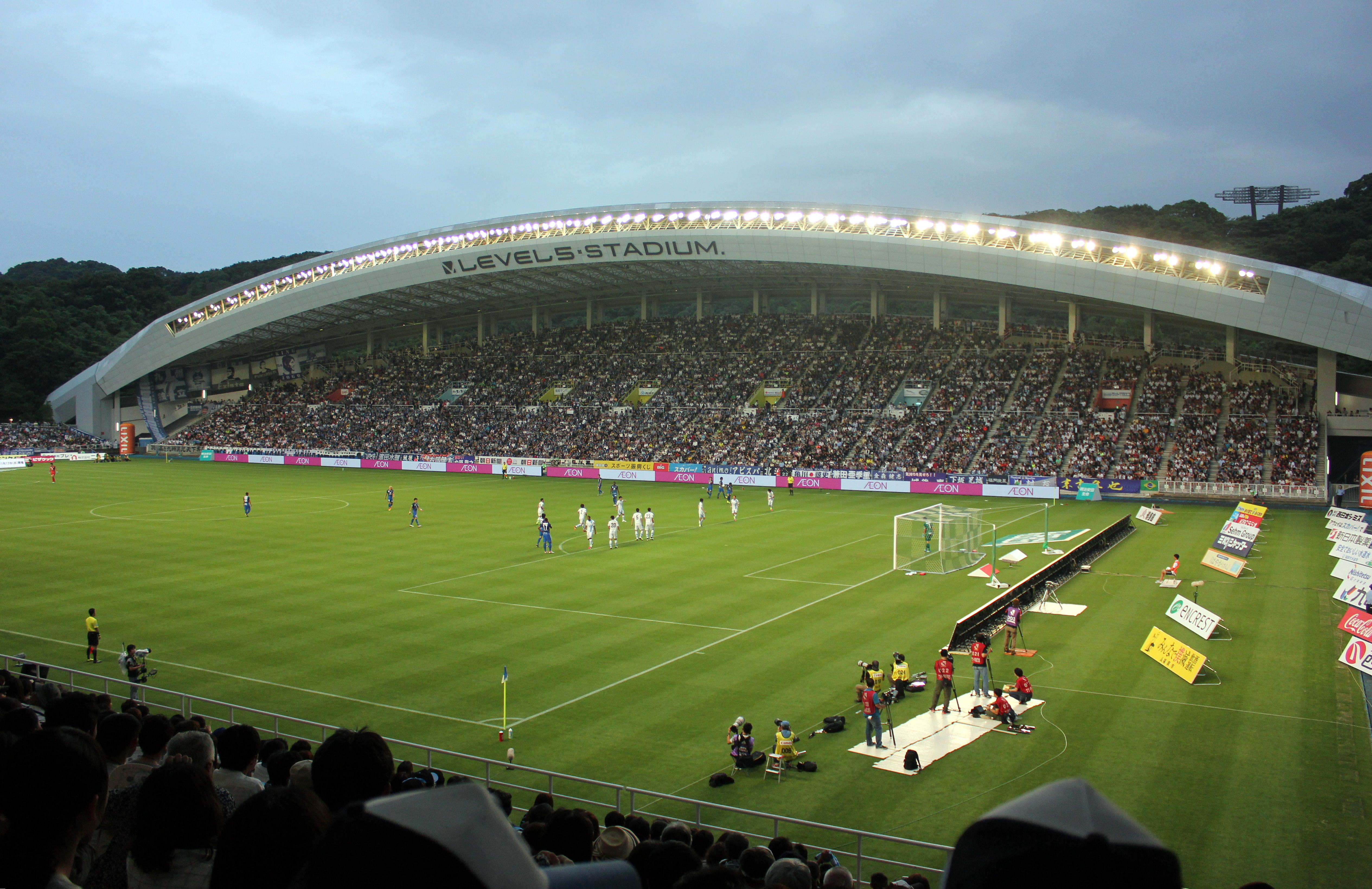
メインスタンドからバックスタンドを見る
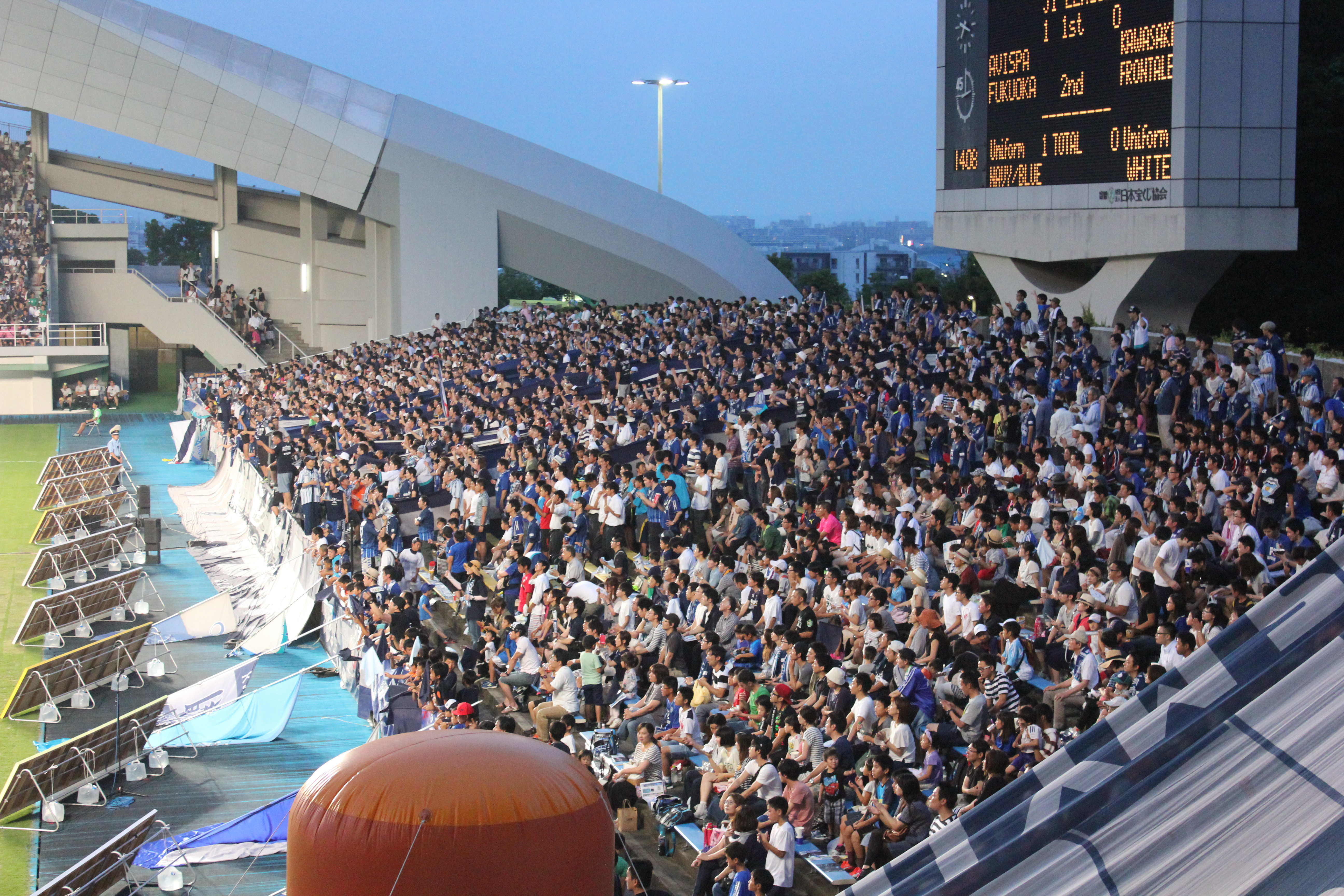
ホームゴール裏
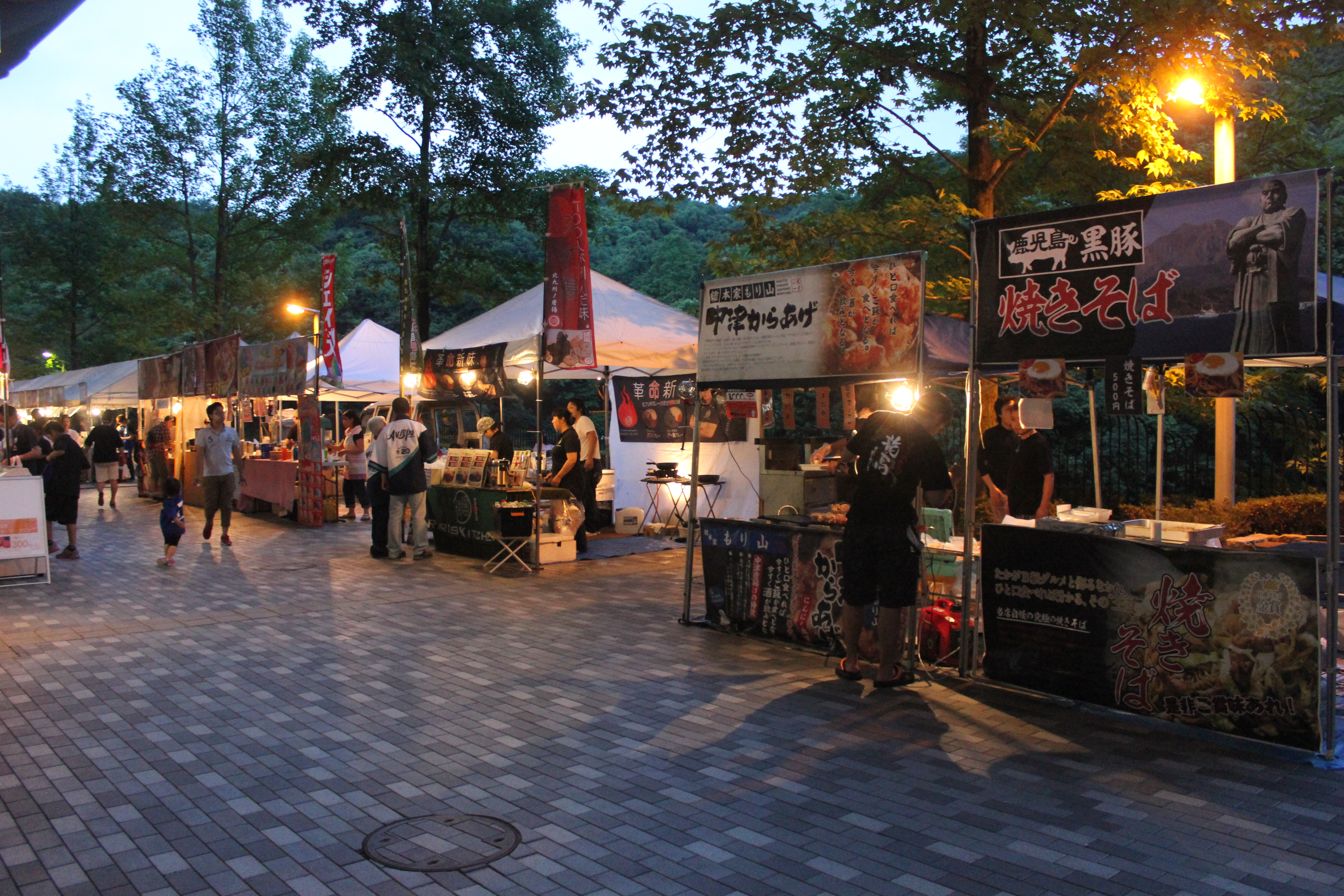
アビスパ福岡試合開催時の飲食売店
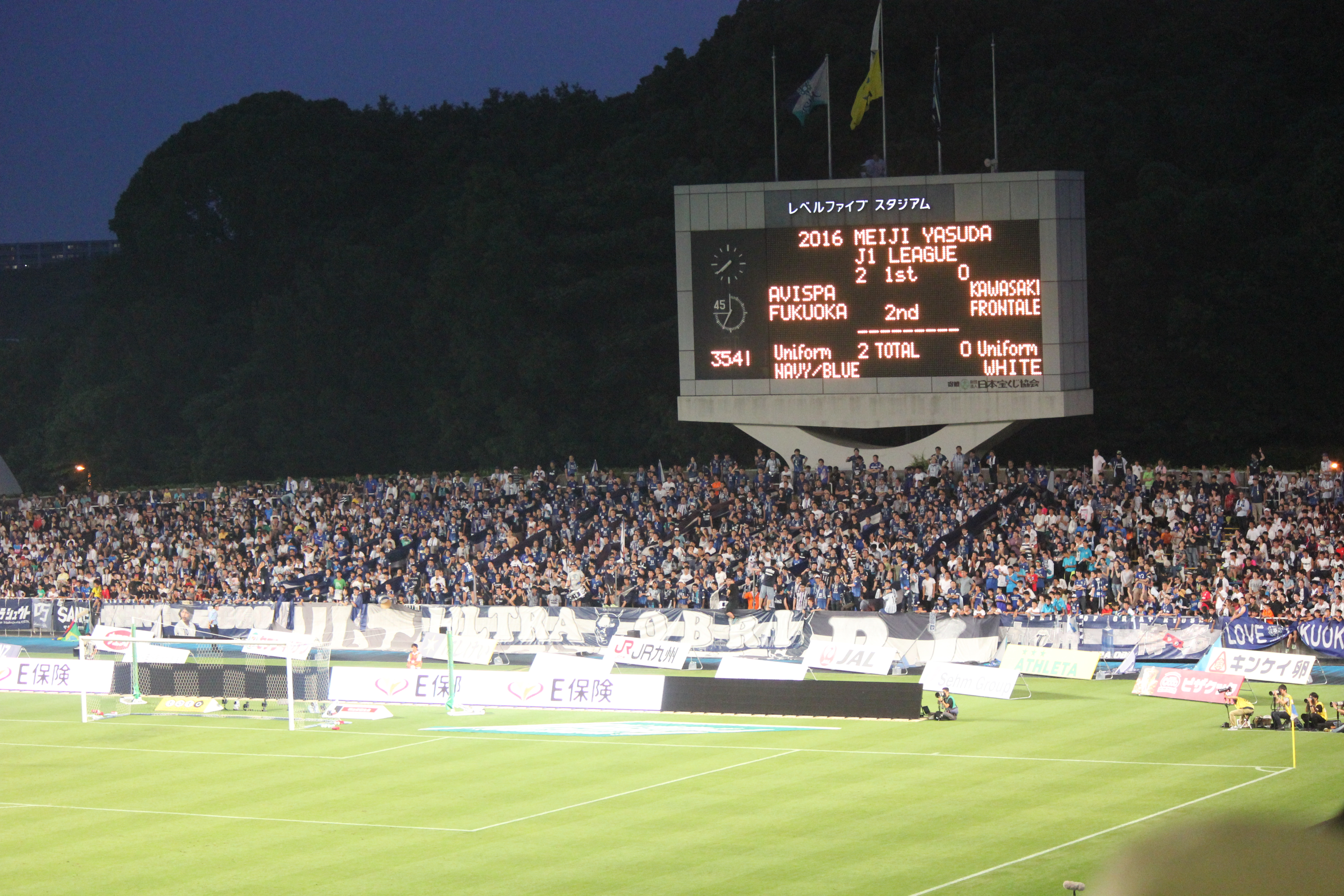
ホームゴール裏の大型表示装置（ドット表示、2017年まで）
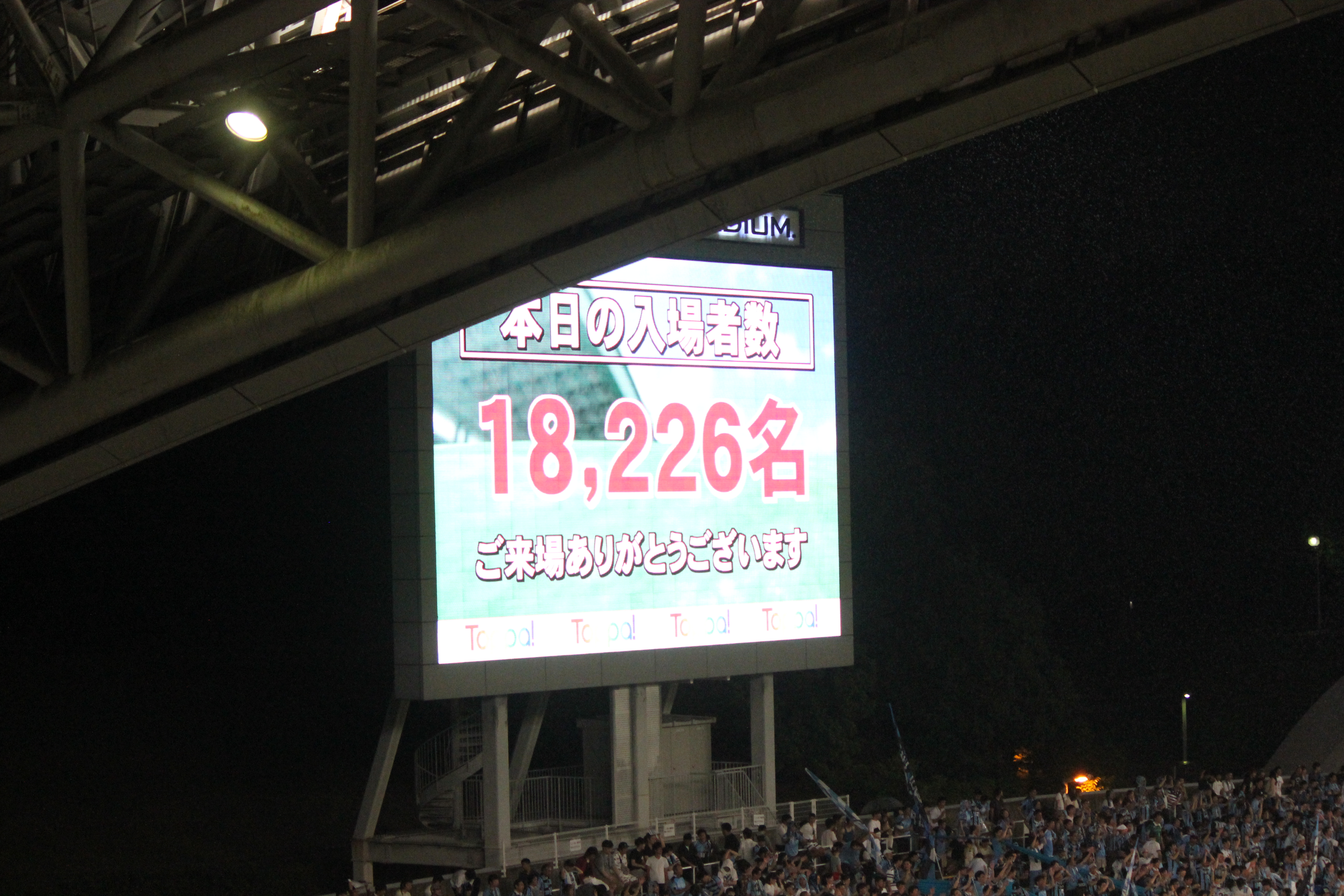
アウェイゴール裏の大型表示装置（画像表示）
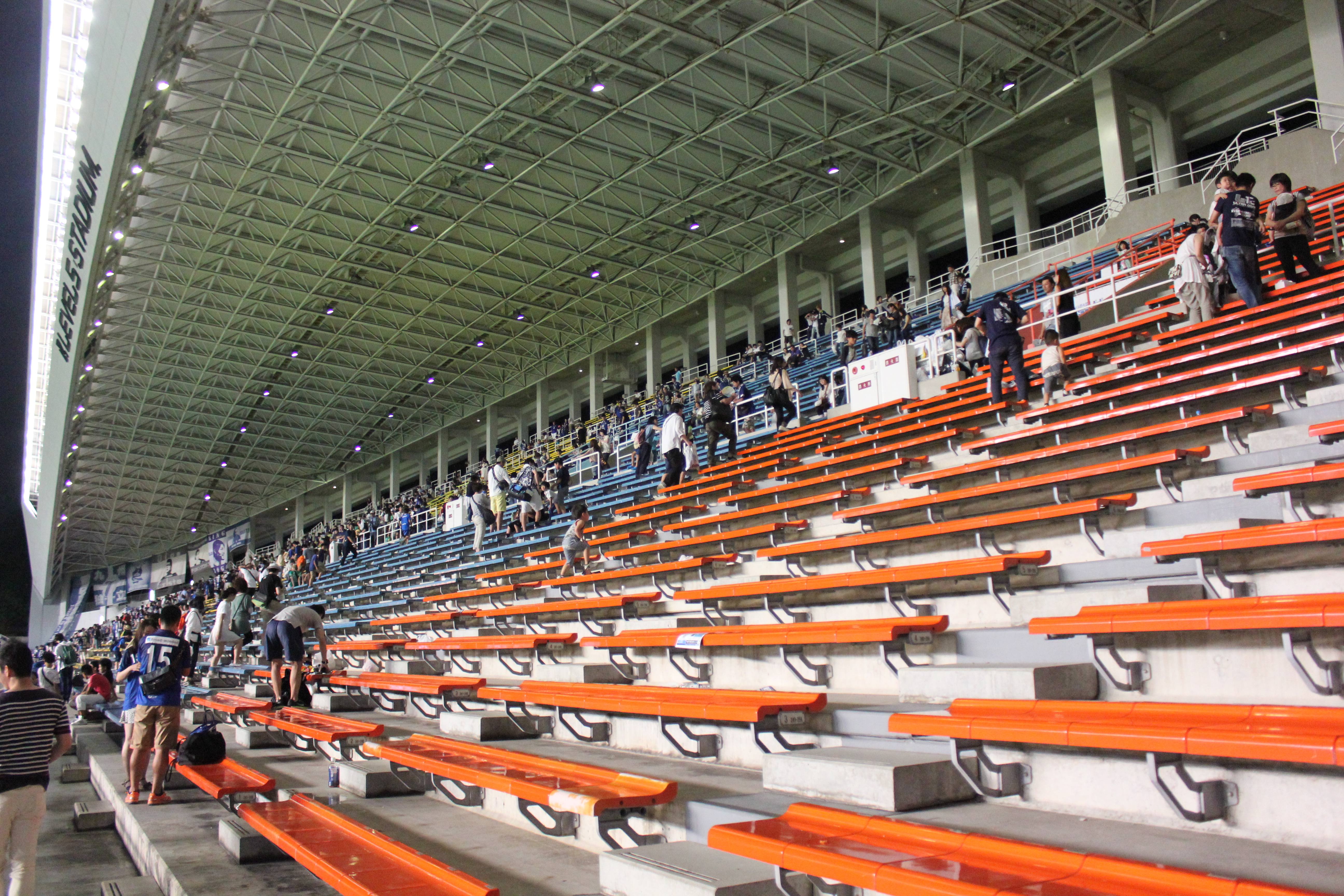
バックスタンド近景

## 施設命名権
| 命名権による呼称         | 契約企業                    | 契約料年額（万円） | 契約期間                   |
| ------------------------ | --------------------------- | ------------------ | -------------------------- |
| レベルファイブスタジアム | レベルファイブ              | 3,150              | 2008年3月1日-2011年2月28日 |
| レベルファイブスタジアム | レベルファイブ              | 3,150              | 2011年3月1日-2014年2月28日 |
| レベルファイブスタジアム | レベルファイブ              | 3,150              | 2014年3月1日-2017年2月28日 |
| レベルファイブスタジアム | レベルファイブ              | 3,150              | 2017年3月1日-2020年2月29日 |
| ベスト電器スタジアム     | ベスト電器(-2021年6月30日)  | 3,600              | 2020年3月1日-2023年2月28日 |
| ベスト電器スタジアム     | ヤマダデンキ(2021年7月1日-) | 3,600              | 2020年3月1日-2023年2月28日 |
| ベスト電器スタジアム     | 2023年3月1日-2026年1月31日  | 3,600              |                            |

### レベルファイブスタジアム
福岡市は、博多の森球技場に施設命名権を導入することを決定、2007年12月7日から2008年1月8日の約1か月間公募した。期限までに結果数社の応募があり、審査を行った上で、福岡市のゲームソフト開発メーカー・レベルファイブと契約を結び、2008年3月1日より「レベルファイブスタジアム」の名称を使用した。契約期間は2008年3月1日から2011年2月28日の3年で契約年額は3,150万円。略称は当初「L5スタ」（エルゴスタ）にする予定だったが、サポーターなどから呼びづらいとの意見が多数寄せられたため「レベスタ」へ変更された。なお、大型映像装置の命名権もレベルファイブが取得 していた。
2010年11月、2013年11月、2016年11月 にそれぞれ3年間の契約延長を更新し、2020年3月まで12年間にわたり「レベルファイブスタジアム」の名称を使用した。なお、この期間に開催されたラグビーワールドカップ2019ではワールドラグビーのクリーンスタジアム規定に基づき「博多の森球技場」の名称を使用した。
2020年3月を以てレベルファイブは命名権契約の更新を行わなかった。

### ベスト電器スタジアム
福岡市は新たな命名権スポンサーを募集。応募のあった4社のうち福岡市博多区に本店を置く家電量販店のベスト電器が命名権を取得、2020年3月1日から『ベスト電器スタジアム』（略称：ベススタ）の名称を用いている。契約期間は2020年3月1日から2023年2月末までの3年契約（更新オプション付き）で、契約金額は年3,600万円。なお、ベスト電器は2021年7月に同業のヤマダデンキへ吸収合併され法人格が消滅したが、ヤマダデンキが命名権契約を引き継いだ上で、施設名称は「ベスト電器スタジアム」のまま契約満了まで維持されることが発表されている。その後2022年10月28日に、ヤマダデンキが2023年3月1日から2026年1月31日までのネーミングライツ更新を決定した。

## 開催された主な試合
Jリーグ・トップリーグ・なでしこリーグのリーグ戦は除く。

### サッカー
- 1995年8月22日-9月2日 - 1995年夏季ユニバーシアードサッカー競技[11]
- 1996年5月29日 - キリンカップサッカー1996・日本対メキシコ（現在まで唯一のサッカー日本代表公式戦[注釈 1]）
- 1998年11月19日 - J1参入決定戦1回戦・アビスパ福岡対川崎フロンターレ
- 2004年12月4日 - J1・J2入れ替え戦第1戦・アビスパ福岡対柏レイソル
- 2006年12月9日 - J1・J2入れ替え戦第2戦・アビスパ福岡対ヴィッセル神戸
- 2010年11月7日 - 第89回全国高等学校サッカー選手権大会福岡大会決勝・九州国際大学付属高校対東福岡高校（PK戦で22人目まで縺れこんだ試合）
- 2015年11月29日 - J1昇格プレーオフ準決勝・アビスパ福岡対V・ファーレン長崎
- 国際親善試合 U-24サッカー日本代表対U-24サッカーガーナ代表（2021年6月5日）[12]

### ラグビー
- 2009年6月17日・6月21日 - U20世界ラグビー選手権順位決定戦（各日2試合ずつ、計4試合）[13]
- 2019 ラグビーワールドカップ
  - プールB イタリア - カナダ（9月26日）
  - プールC フランス - アメリカ合衆国（10月2日）
  - プールA アイルランド - サモア（10月12日）

## エピソード
- Jリーグのリーグ戦が荒天のため中止になったことが3度ある。いずれも台風の影響で、2002年8月31日のJ2・対大分トリニータ戦は台風15号、2007年7月14日のJ2・対ベガルタ仙台戦は台風4号、2018年7月29日のJ2・対横浜FC戦は台風12号の接近によるものである。
- スポーツの試合以外では、2009年7月26日にFNSの日26時間テレビ 2009 超笑顔パレード 爆笑!お台場合宿!!の企画として当所で行われる予定だったイベント『ヘキサゴンオールスターズ「泣いてもいいですか」をみんなで歌おう! 全国弾丸イベント[14]』が平成21年7月中国・九州北部豪雨に伴い、直前で中止となっている。
- 2017年のJ2リーグを4位で終えたアビスパは2017年11月26日に行われるJ1昇格プレーオフ準決勝の対東京ヴェルディ戦は、当スタジアムがラグビーワールドカップ2019に向けた改修工事が始まっており使用不可となったため、熊本市のえがお健康スタジアムで開催された[15]。

## 交通アクセス
- 福岡空港および市営地下鉄福岡空港駅より徒歩25分
- 西鉄バス「福岡空港前」バス停（地下鉄福岡空港駅4番出口前）から【3】「宇美営業所」行き及び【無番】「イオンモール福岡」行きにて「東平尾公園入口」バス停下車
- 博多バスターミナル14番乗り場（博多駅前）から西鉄バス【39B】「ひばりヶ丘」行きにて「東平尾公園入口」バス停下車
  - Jリーグ試合開催時には「天神（日銀前）発博多バスターミナル経由」及び「福岡空港前」バス停よりシャトルバスが運行されている（往路はスタジアム正門前行き、復路は「東平尾公園入口」バス停発）。